# Västnordiska språk
Västnordiska språk, även inofficiellt kallat för nordvästgermanskan, är de västliga nordiska språk som runt vikingatiden skilde sig från de östnordiska språken. Till de västnordiska språken hör norska, isländska och färöiska. Till gruppen hör också de utdöda språken norn (–1800-tal) och grönländsk nordiska (–1500-tal). Nuförtiden har norska likväl mer gemensamt med svenska och danska på grund av de öskandinaviska språkens isolation och på grund av gemensam utveckling i Skandinavien, men det finns dock fortfarande vissa bevarade skillnader (se nedan).

## Skillnad mellan västnordiska och östnordiska språk
Västnordiska språk skiljer sig från östnordiska språk bland annat genom följande:
1. att fler substantiv har plural på -ir (-er eller -e på modern norska, där dessa ändelser på samma sätt som i danska, dock kommer från alla typer av gamla stammar) istället för ursprungliga pluraländelser på -ar.[1] Det gäller till exempel isländska, där dock alla ändelserna -ar, -ir och -ur fortfarande finns kvar. I svenska finns ändelsen -ar kvar, -ir har blivit -er och -ur har i femininum blivit -or. Den sistnämnda ändelsen saknas i modern nynorska, (men i Ivar Aasens ursprungliga landsmål och som sidoform i den moderna nynorskan fanns den med fram till 2012, då den avskaffades), men ändelsen -ar finns kvar där.[2] I norskt bokmål och i danska finns bara pluraländelserna -er och -e kvar. Utvecklingen har dock i enstaka fall gått åt motsatt håll i alla nordiska språk: Ordet "älv" var från början en i-stam med plural -ir.[3]
2. att fler diftonger har bevarats än i östnordiska språk: bland annat heter "sten" stein, "öga" auga med mera. Diftongen au uttalas "öj" på modern isländska (se artikeln om isländska) och på modern norska uttalas diftongen "äu" (till exempel när det gäller ortnamnet Haugesund). På fornnorska uttalades "au" ordagrant liksom i gutniskan och tyskan, men med en alltmer gammal dragning åt uttalen "ou", "eu" och "öj".[1] Diftonger finns dock även bevarade på östnordiskt håll, t.ex. i många finlandssvenska dialekter: ståor (stor), tåoko (tokig) stein, bein, soånde (sundet), sköit (sköt)
3. att ord som i svenskan stavas och uttalas -ju- etc., i norska och isländska ibland kan motsvaras av -y- och tvärtom (-y- i svenska och -ju-/jó på isländska); till exempel ordet dyr, "djur" (isländska dýr, "djur, räv"), liksom ordet lyng på isländska, "ljung" på svenska. Ordet "syn" på svenska motsvaras däremot på isländska av ordet sjón och "styra" av stjóra. -ju-/jó är vanligare i isländska än i svenska och vanligare i svenskan än i danskan. Följande exempel illustrerar det: isländskans fljúga "flyga" på svenska, frjósa "frysa" (dock hette det "frjúsa" på runsvenska), räkneordet fjórir, fjórar, fjögur etc. "fyra" på svenska (som dock hette "fjúrir osv. på runsvenska), gjóta motsvaras dock av "gjuta" på svenska, ljós "ljus" (lys på danska och oftast i norska), rjúka "ryka", skjóta "skjuta" etc. Dessa variationer mellan diftong och i-omljud är vanliga i de nordiska språken.[1]
4. att det i de östnordiska språken har skett en diftongering, en så kallad w-brytning, av y före ngw, nkw, ggw. Detta har medfört att till exempel ordet "sjunga" på svenska motsvaras på isländska av syngva, syngja, på nynorska av syngja och synga samt på gutniska av singa eller singe . Den forndanska formen siunga har genom i-omljud senare återgått till synge. Samma w-brytning har till exempel urnordiska lyng och tyggva genomgått. Dessa ord heter på forndanska liung och tiugge och på fornsvenska liung och tiugga. Danska har sedan genom i-omljud fått tillbaka formerna lyng och tygge.[4]
5. I de västnordiska språken assimileras n framför k och t och m assimileras framför p. Några exempel: I isländska och i vissa norska dialekter finns ordet ekkja. Det heter på danska enke och på svenska änka. Ordet bratt på isländska och på norska motsvaras på svenska av brant medan danska också har brat. Isländska sveppur och norska sopp motsvaras på danska och svenska av svamp. Dock förekommer orden "sopp" för svamp och "kapp" för kamp även på östnordiskt håll. I västliga östnordiska dialekter förekommer ordet "klätt" för "klint". [4][1] Danska har båda klint "klint" och klit "dyna".

Fornnorskan, sådan den talades i västra Norge, var väldigt lik dagens isländska och i princip identisk med fornisländskan. Den fornnorska som talades i östra Norge hade dock många drag gemensamt med de fornöstnordiska språken. Dagens nynorska har bevarat mycket av de västnordiska dragen, medan bokmålet influerats av östnorska dialekter. Av denna anledning har nynorskan sin största utbredning på Vestlandet medan bokmålet dominerar övriga riket. Dagens norska är dock betydligt mer lik de östnordiska språken danska och svenska än isländska.
Genom påverkan från tidigare diftongförändringar i östnordiska språk, försvann till exempel i viss mån redan i fornnorskan (främst på 1200-talet och 1300-talet) vissa diftonger. Det gäller främst östnorskan (bland annat området kring Oslo). Än idag finns främst bevarade diftonger i västnorskan (bland annat området kring Bergen). Alltså har ord som "stein" och "auga" i viss mån övergått till "svenskt" uttal i norskan, framförallt i östnorskan. Det är egentligen vanskligt att tala om påverkan, vilket lätt kan leda in på missuppfattningen att de olika nordiska dialekterna skulle åtskiljas av nationsgränser, vilket aldrig har varit fallet. Snarare handlar det om olika utvecklingslinjer. Först vid Tyskland i syd går en skarp språklig gräns, medan de nordiska dialekterna utgör ett kontinuum.
Mer skillnader mellan väst- och östnordiska språk finns i artikeln om nordiska språk, bland annat att bokstäverna w, v har fallit bort i större utsträckning i västnordiska språk framför bokstäverna u, o och r.